# Christian Emil Krag-Juel-Vind-Frijs
Christian Emil Krag-Juel-Vind-Frijs (Frijsenborg, 8 dicembre 1817 – Boller, 1896) è stato un politico danese, Presidente del Consiglio (Konseilspræsident) della Danimarca dal 6 novembre 1865 al 28 maggio 1870.

## Biografia
Nato da una ricchissima famiglia aristocratica, il conte Krag-Juel-Vind-Frijs inizia ad interessarsi di politica a partire dal 1850.
Viene nominato primo ministro dopo la sconfitta della Danimarca nella Seconda guerra dello Schleswig del 1864 contro la Prussia inaugurando il monopolio, durato sino al 1901, del partito conservatore Højre sulla politica danese.
Nel 1870, dopo la fine della sua esperienza alla guida del governo conduce i negoziati con la Francia per scongiurare la partecipazione della Danimarca nella guerra franco-prussiana.
Nel 1880 si ritira dalla vita politica.

## Ascendenza
|                                                                     |                                                  |                                                     | Genitori                                                                      |  |  | Nonni |  |  | Bisnonni                      |  |  | Trisnonni      |  |
|                                                                     |                                                  |                                                     |                                                                               |  |  |       |  |  | Jens, I barone Krag-Juel-Vind |  |  | Jens Juel-Vind |  |
|                                                                     |                                                  |                                                     |                                                                               |  |  |       |  |  | Jens, I barone Krag-Juel-Vind |  |  | Jens Juel-Vind |  |
|                                                                     |                                                  | baronessa Ide Helle Margrethe Krag                  |                                                                               |  |  |       |  |  | Jens, I barone Krag-Juel-Vind |  |  |                |  |
| Frederik Carl, II barone Krag-Juel-Vind-Frijs                       |                                                  |                                                     |                                                                               |  |  |       |  |  | Jens, I barone Krag-Juel-Vind |  |  |                |  |
|                                                                     |                                                  | Sophie Magdalene von Gram                           | Carl Christian von Gram                                                       |  |  |       |  |  |                               |  |  |                |  |
|                                                                     |                                                  | Sophie Magdalene von Gram                           | Carl Christian von Gram                                                       |  |  |       |  |  |                               |  |  |                |  |
|                                                                     |                                                  | Sophie Magdalene von Gram                           | contessa Birgitte Christine Friis                                             |  |  |       |  |  |                               |  |  |                |  |
| Jens Christian, I langravio Krag-Juel-Vind-Frijs                    |                                                  | Sophie Magdalene von Gram                           |                                                                               |  |  |       |  |  |                               |  |  |                |  |
|                                                                     |                                                  | Christian Friedrich, langravio Holstein-Ledreborg   | Johan Ludvig, langravio Holstein-Ledreborg                                    |  |  |       |  |  |                               |  |  |                |  |
|                                                                     |                                                  | Christian Friedrich, langravio Holstein-Ledreborg   | Johan Ludvig, langravio Holstein-Ledreborg                                    |  |  |       |  |  |                               |  |  |                |  |
|                                                                     |                                                  | Christian Friedrich, langravio Holstein-Ledreborg   | Hedevig Vind                                                                  |  |  |       |  |  |                               |  |  |                |  |
| contessa Frederikke Juliane Holstein-Ledreborg                      |                                                  | Christian Friedrich, langravio Holstein-Ledreborg   |                                                                               |  |  |       |  |  |                               |  |  |                |  |
|                                                                     |                                                  | contessa Christiane Caroline af Reventlow           | Conrad Detlev, conte di Reventlow                                             |  |  |       |  |  |                               |  |  |                |  |
|                                                                     |                                                  | contessa Christiane Caroline af Reventlow           | Conrad Detlev, conte di Reventlow                                             |  |  |       |  |  |                               |  |  |                |  |
|                                                                     |                                                  | contessa Christiane Caroline af Reventlow           | principessa Wilhelmine Auguste von Schleswig-Holstein-Sonderburg-Plön-Norburg |  |  |       |  |  |                               |  |  |                |  |
| Christian Emil, II langravio Krag-Juel-Vind-Frijs                   |                                                  | contessa Christiane Caroline af Reventlow           |                                                                               |  |  |       |  |  |                               |  |  |                |  |
|                                                                     | Karl Philipp, barone di Innhausen und Knyphausen | Franz Ferdinand, barone di Innhausen und Knyphausen |                                                                               |  |  |       |  |  |                               |  |  |                |  |
|                                                                     | Karl Philipp, barone di Innhausen und Knyphausen | Franz Ferdinand, barone di Innhausen und Knyphausen |                                                                               |  |  |       |  |  |                               |  |  |                |  |
|                                                                     | Karl Philipp, barone di Innhausen und Knyphausen | Sophie Luise von Tettau                             |                                                                               |  |  |       |  |  |                               |  |  |                |  |
| Edzard Mauritz, I conte di Innhausen und Knyphausen                 | Karl Philipp, barone di Innhausen und Knyphausen |                                                     |                                                                               |  |  |       |  |  |                               |  |  |                |  |
|                                                                     |                                                  | baronessa Sophie Charlotte Wedel Jarlsberg          | Erhard Frederik, barone Wedel Jarlsberg                                       |  |  |       |  |  |                               |  |  |                |  |
|                                                                     |                                                  | baronessa Sophie Charlotte Wedel Jarlsberg          | Erhard Frederik, barone Wedel Jarlsberg                                       |  |  |       |  |  |                               |  |  |                |  |
|                                                                     |                                                  | baronessa Sophie Charlotte Wedel Jarlsberg          | contessa Marie Juliane von Freytag zu Gödens                                  |  |  |       |  |  |                               |  |  |                |  |
| contessa Henriette Frederikke Magdalena zu Innhausen und Knyphausen |                                                  | baronessa Sophie Charlotte Wedel Jarlsberg          |                                                                               |  |  |       |  |  |                               |  |  |                |  |
|                                                                     |                                                  | Gerd Sigismund von Closter                          | …                                                                             |  |  |       |  |  |                               |  |  |                |  |
|                                                                     |                                                  | Gerd Sigismund von Closter                          | …                                                                             |  |  |       |  |  |                               |  |  |                |  |
|                                                                     |                                                  | Gerd Sigismund von Closter                          | …                                                                             |  |  |       |  |  |                               |  |  |                |  |
| Sophia Juliana von Closter                                          |                                                  | Gerd Sigismund von Closter                          |                                                                               |  |  |       |  |  |                               |  |  |                |  |
|                                                                     |                                                  | Sophie Juliane Elisabeth von Kalckreuth             | …                                                                             |  |  |       |  |  |                               |  |  |                |  |
|                                                                     |                                                  | Sophie Juliane Elisabeth von Kalckreuth             | …                                                                             |  |  |       |  |  |                               |  |  |                |  |
|                                                                     |                                                  | Sophie Juliane Elisabeth von Kalckreuth             | …                                                                             |  |  |       |  |  |                               |  |  |                |  |
|                                                                     |                                                  | Sophie Juliane Elisabeth von Kalckreuth             |                                                                               |  |  |       |  |  |                               |  |  |                |  |